# Onthophagus tritinctus
Onthophagus tritinctus là một loài bọ cánh cứng trong họ Bọ hung (Scarabaeidae).